# Materialize (Framework)
Materialize ist ein freies CSS-Framework. Es beinhaltet eine Vielzahl an Gestaltungselementen wie Formulare, Buttons und Navigationselemente, basierend auf Material Design von Google.

## Konzept und Besonderheiten
Materialize bietet eine Vielzahl vorgefertigter Komponenten an, mit denen sich schnell eigene Komponenten, Websites und Web-Applikationen erstellen lassen. Dabei wird auf eine schnelle Ladezeit gesetzt und viele animierte und interaktive Komponenten funktionieren auch ohne JavaScript.
Anfangs wurde Materialize bewusst ohne Verwendung der Flexbox-Funktionalität entwickelt. Dieser Ansatz wurde mittlerweile jedoch aufgegeben.

## Verbreitung
Das Framework wurde 2014 von asiatischen Studenten der Carnegie Mellon University entwickelt und veröffentlicht. Das Projekt wird Stand 2023 von einer aktiven Entwickler-Gruppe mit 30 Mitgliedern weiter entwickelt.[veraltet]
Bekannte Anwender von Materialize sind zum Beispiel die Webstatistiksoftware Matomo. 2023 gaben 68 Prozent der Teilnehmer der State-of-CSS-Umfrage an Materialize zu kennen, 22 Prozent nutzten es selbst.